# Drachenfels (Zevengebergte)
De Drachenfels ('Drakenrots') is een 321 meter hoge dode vulkaan aan de oever van de Rijn, een van de toppen van het Zevengebergte, tussen Königswinter en Bad Honnef, in Duitsland. Op de top van de Drachenfels bevindt zich de ruïne van een gelijknamig kasteel. Iets lager bevindt zich Slot Drachenburg uit het einde van de 19e eeuw.
De berg is met zijn hoogte van 321 meter een middelhoge berg. Door de legende van Siegfried, het kasteel en het slot, maar vooral door het weidse uitzicht vanaf de ruïne op de Rijn, is het een toeristische trekpleister.

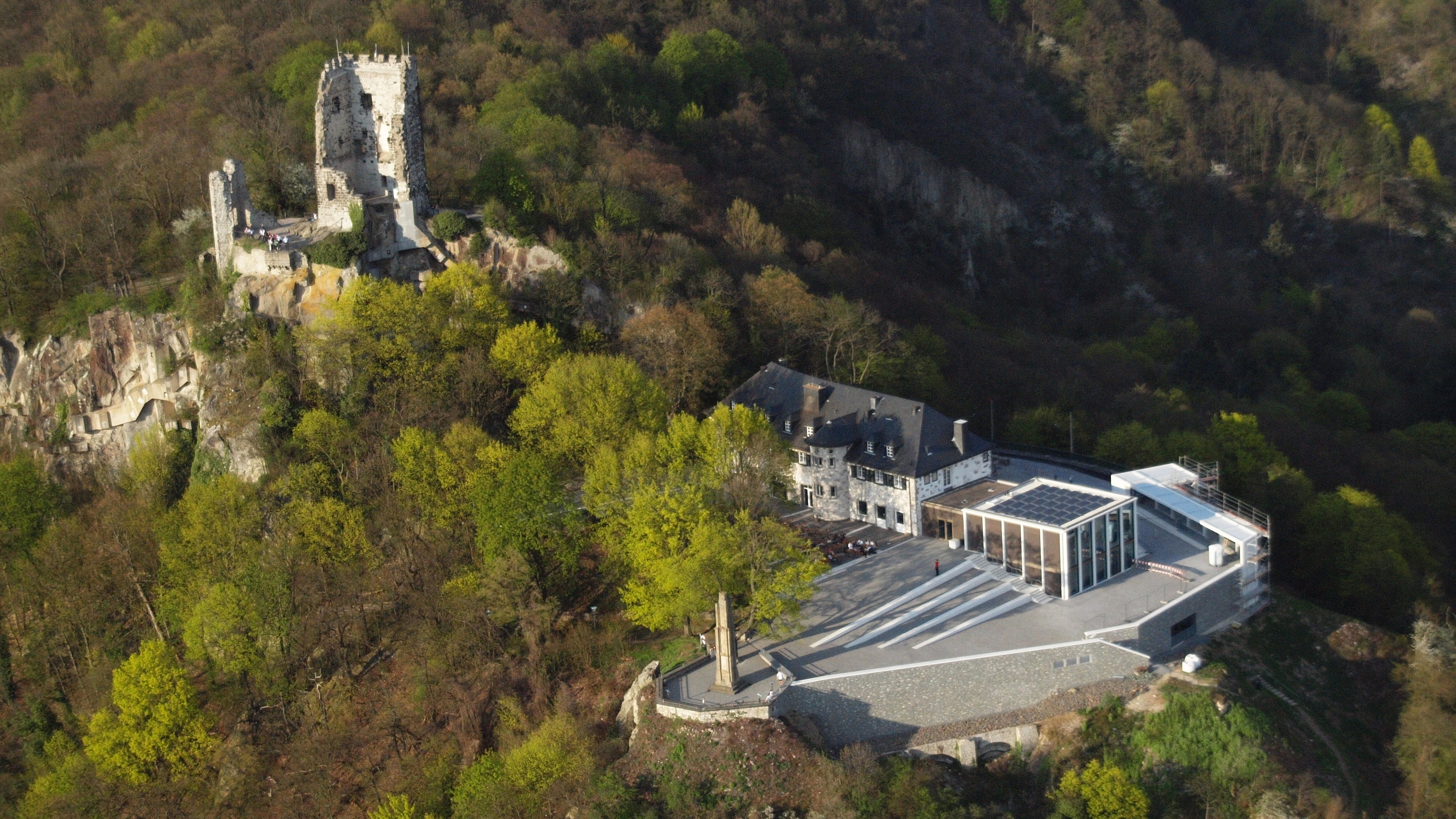
Drachenfels - luchtfoto

## Geologie
De Drachenfels is een Quellkuppe, dat wil zeggen dat het gesteente door magma omhoog is geduwd. De magma is echter nooit door het aardoppervlak heen gebroken. Men spreekt in zo'n geval ook wel van cryptovulkanisme. De kern van de berg bestaat uit trachiet, het gestolde magma, de mantel uit trachiettufsteen van ongeveer 25 miljoen jaar oud. De berg is zelf een deel van de grotendeels geërodeerde Siebengebirgevulkaan.
Uit insluitingen van onder andere sanidine (een veldspaat) en biotiet kan niet alleen worden geconcludeerd het trachiet is gestold terwijl het zich in de vulkaan bevond, ook de vorm van de oorspronkelijke vulkaan kan hieruit worden afgeleid.
De berg wordt in het noordoosten door het Nachtigallental ("Het nachtegalendal") in het noordoosten gescheiden van de Hirschberg (256 m). Aan de westelijke zijde, richting Rhöndorf, zijn de hellingen zeer steil, in noordoostelijke richting veel minder.

## Geschiedenis

### Mijnbouw

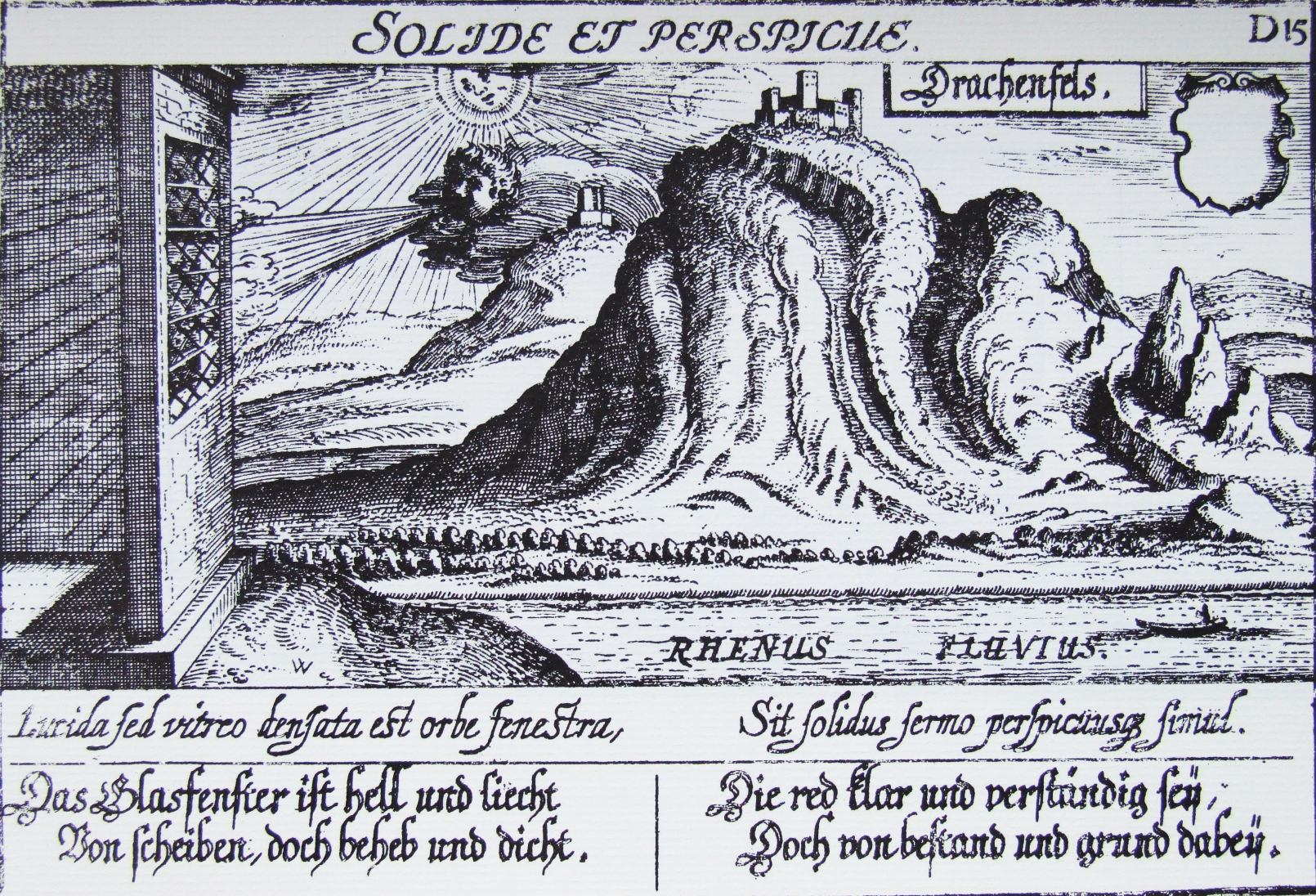
Gravure van Matthäus Merian uit 1624. De Drachenfelsburg is nog intact en de helling waarover men de stenen naar de Rijn transporteert is goed te herkennen.

Het trachiet van de Drachenfels werd al in de Romeinse tijd gewaardeerd als bouwmateriaal, zoals sporen van hun activiteiten aantonen maar vooral in de middeleeuwen werd de makkelijk splijtbare steen graag ingezet. Onder andere de Dom van Keulen is gebouwd met dit materiaal.
De reden dat specifiek de Drachenfels werd gebruikt voor de trachietwinning is gelegen in de nabijheid van de Rijn, wat een makkelijk transport per schip mogelijk maakte. Om het gewonnen gesteente van de groeve, nabij de top, naar de Rijn te transporteren, hoefde men het alleen langs de helling naar beneden te laten glijden.

### De burcht

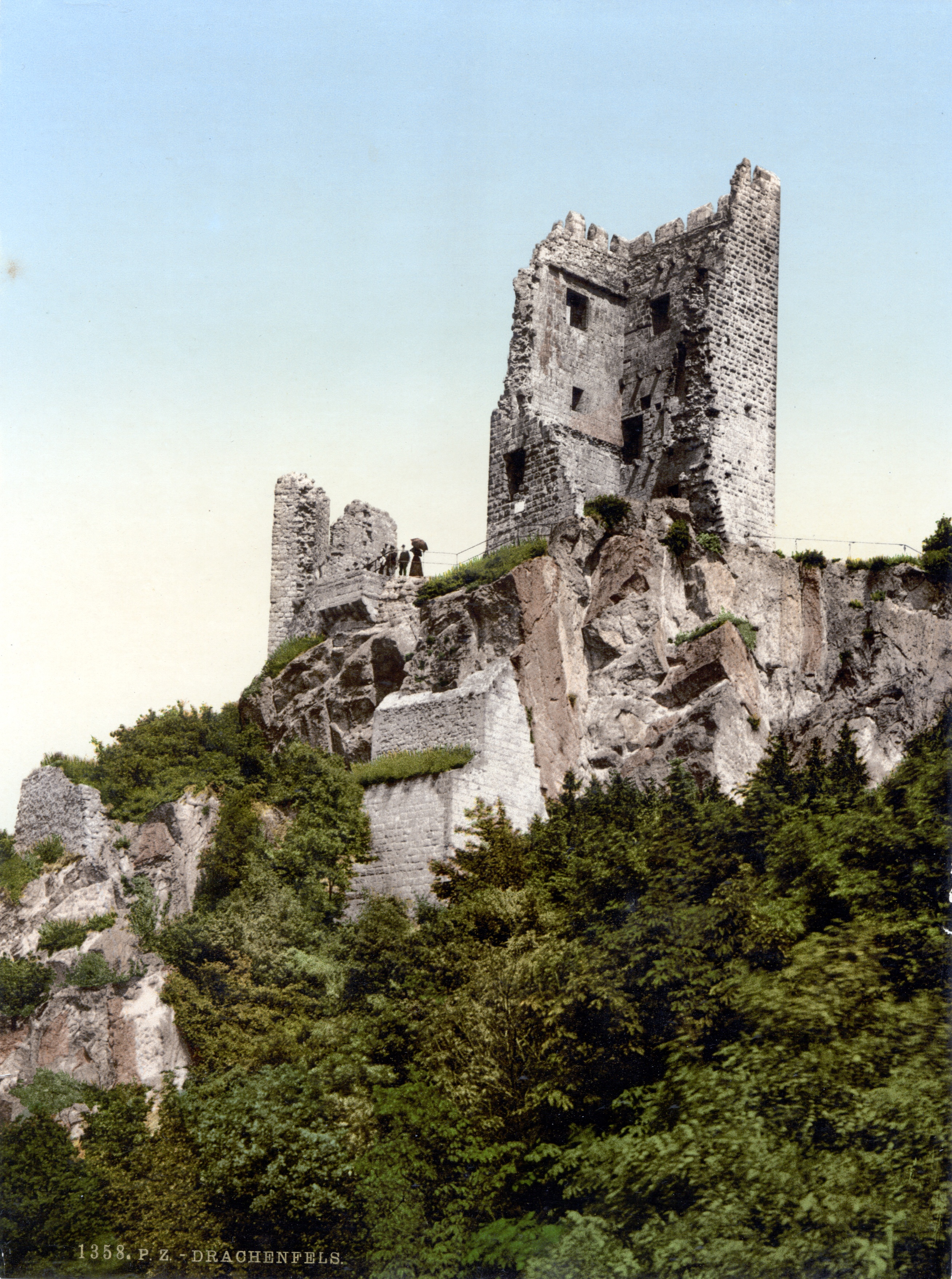
De ruïne van Burg Drachenfels, rond 1900

De bouw van de beroemde burcht, eigenlijk een bergfried met palas (woontoren), Kapel en woningen voor het personeel op de top van de Drachenfels werden begonnen door aartsbisschop Arnold I van Keulen in 1134, maar voltooid door Gerard van Are, proost van het Cassiusstift te Bonn en het kapittel van Sint-Servaas in Maastricht, die de burcht in aanbouw kocht en voltooide. Ze was bedoeld als verdediging tegen aanvallen op Keulen uit zuidelijke richting.
De burcht stond onder bevel van een burggraaf, die tevens de rechten op de trachiet-winning had. De bouw van de Dom van Keulen maar ook export (over de Rijn) naar Nederland maakten dit een lucratieve post.
Het delven van dit materiaal ondermijnde echter de soliditeit van de burcht en in 1632 was de burcht al beschadigd. Tijdens de Dertigjarige Oorlog werd ze veroverd en vernietigd door Zweedse troepen. Als strategisch punt had de Drachenfels hiermee afgedaan.

### Romantiek

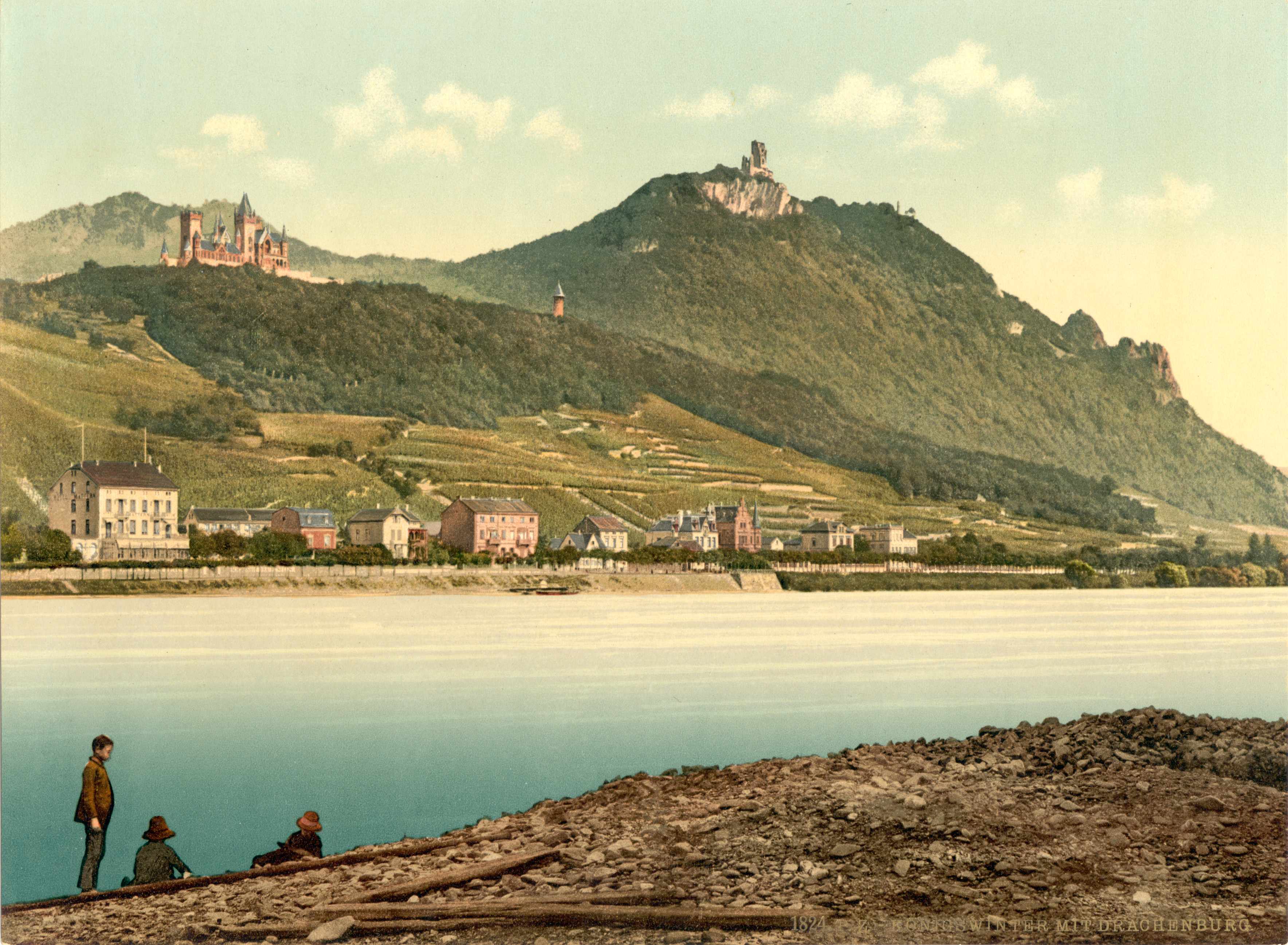
Königswinter en de Drachenfels. Ansichtkaart in Photochrom, rond 1900.

Toen na de napoleontische oorlogen de romantiek met een uitgesproken voorliefde voor oude ruïnes en natuurschoon haar intrede deed, werd de Drachenfels een reisdoel op zich. Het bezoek van Lord Byron in april 1816, die de berg en de oude burcht vereeuwigde in zijn gedicht Childe Harold's Pilgrimage, leverde de berg internationale bekendheid op. De Drachenfels werd al snel een van de hoogtepunten van de Rijnromantiek.
Op 18 oktober 1819 beklom een burschenschaft, waaronder de jonge Heinrich Heine, de berg en bracht er de nacht door, ter herdenking aan de Volkerenslag bij Leipzig in 1813. Deze nacht vond zijn weerslag in Heine's gedicht Die Nacht auf dem Drachenfels, waarin de Duitse eenheid wordt bezworen.
De nabijheid van de Rijn en de makkelijke bereikbaarheid per schip zorgden ervoor dat de berg al snel een toeristische trekpleister werd, vooral voor Nederlandse toeristen, wat de berg de spottende bijnaam "hoogste berg van Holland" opleverde.
The castled crag of Drachenfels

Frowns o’er the wide and winding Rhine.

Whose breast of waters broadly swells

Between the banks which bear the vine,

And hills all rich with blossomed trees,

And fields which promise corn and wine,

And scattered cities crowning these,

Whose far white walls along them shine,

Have strewed a scene, which I should see

With double joy wert thou with me!

Vanwege het toegenomen toerisme en de (typisch romantische) belangstelling voor natuurschoon en oude ruïnes besloot de Pruisische overheid in 1836 de trachietgroeve op de Drachenfels te kopen en onmiddellijk te sluiten.
De ezels, die voordien in de groeve werden gebruikt, werden nu ingezet om toeristen naar de top van de berg te vervoeren langs de z.g. Eselsweg. Dit werd uiteindelijk in 1960 verboden, na een ongeluk. In Königswinter herinnert een standbeeld nog aan de inzet van deze dieren en te voet is de meest bekende route die langs de Eselsweg.
Door de aanleg van de spoorlijn Keulen-Bonn in 1844, de opening van het station Königswinter in 1870 en de algemeen verbeterde verkeerssituatie nam het toerisme een nog hogere vlucht. Om de toegenomen mensenmassa's efficiënt te kunnen vervoeren, werd in 1886 de Drachenfelsbahn aangelegd, een tandradspoorweg die de toeristen rechtstreeks naar de top vervoert.

## Sagen
Diverse sagen, die de aanwezigheid van een draak gemeen hebben, zijn verbonden aan de Drachenfels. Volgens de bekendste legende zou Siegfried – de held uit het Nibelungenlied – de dwerg Fafnir, die in de gedaante van een draak in een grot van deze berg school, hebben gedood. Door zich vervolgens in het drakenbloed te baden, verwierf Siegfried onkwetsbaarheid, maar doordat een blad op zijn schouder kleefde, bleef die ene plek kwetsbaar, een motief dat sterk doet denken aan Achilles en diens hiel.
Een meer christelijk getinte versie maakt gewag van gevangenen die regelmatig aan een draak gevoerd zouden worden. Een christelijke maagd hield het beest in doodsangst een kruis voor, waarop de draak in de Rijn sprong en nooit weer gezien is.
Een derde, minder fijngevoelige variant wil dat de draak op een dag een schip geladen met buskruit aanviel, het vaartuig, zoals draken dat nou eenmaal doen, met zijn vurige adem bestookte en met het schip in de lucht vloog.

## Natuurbescherming
De Drachenfels geldt als het oudste natuurreservaat van Duitsland en vermoedelijk van heel Europa. Nadat de Pruisische staat de als schilderachtig ervaren berg in 1836 had aangekocht om verdere exploitatie te voorkomen, kreeg deze de status van natuurreservaat. In 1922 werd deze status wettelijk verankerd in een politieverordening. Vanwege het historische belang van de Drachenfels voor natuurbescherming is in 2002 in het nabijgelegen Slot Drachenburg het museum voor natuurbeschermingsgeschiedenis gevestigd.

## Trivia
- Het werk Gesprek op den Drachenfels van Jacob Geel, een belangrijk werk in de discussie over Romantiek in Nederland in de 19e eeuw, speelt zich af tijdens een beklimming van de Drachenfels.

## Galerij

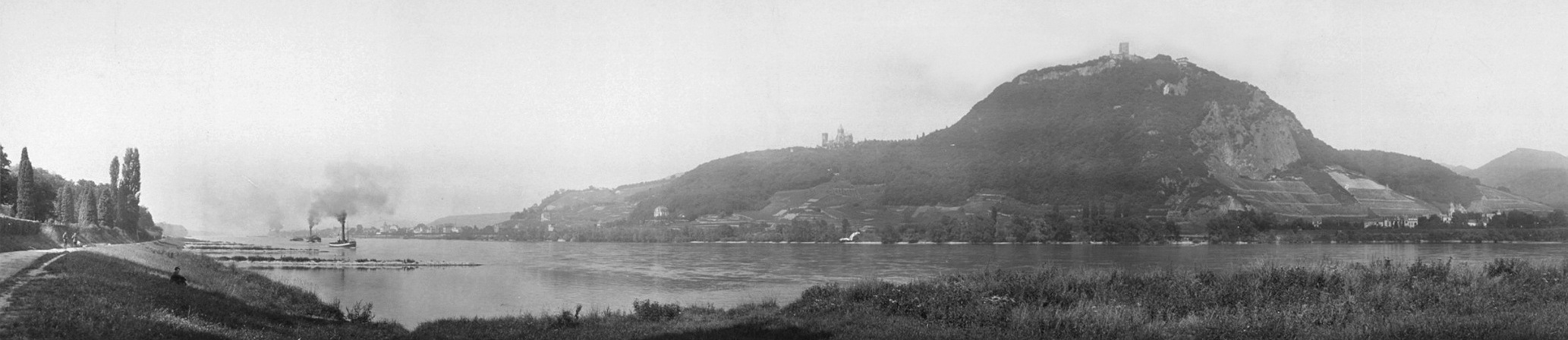
Drachenfels in 1921.
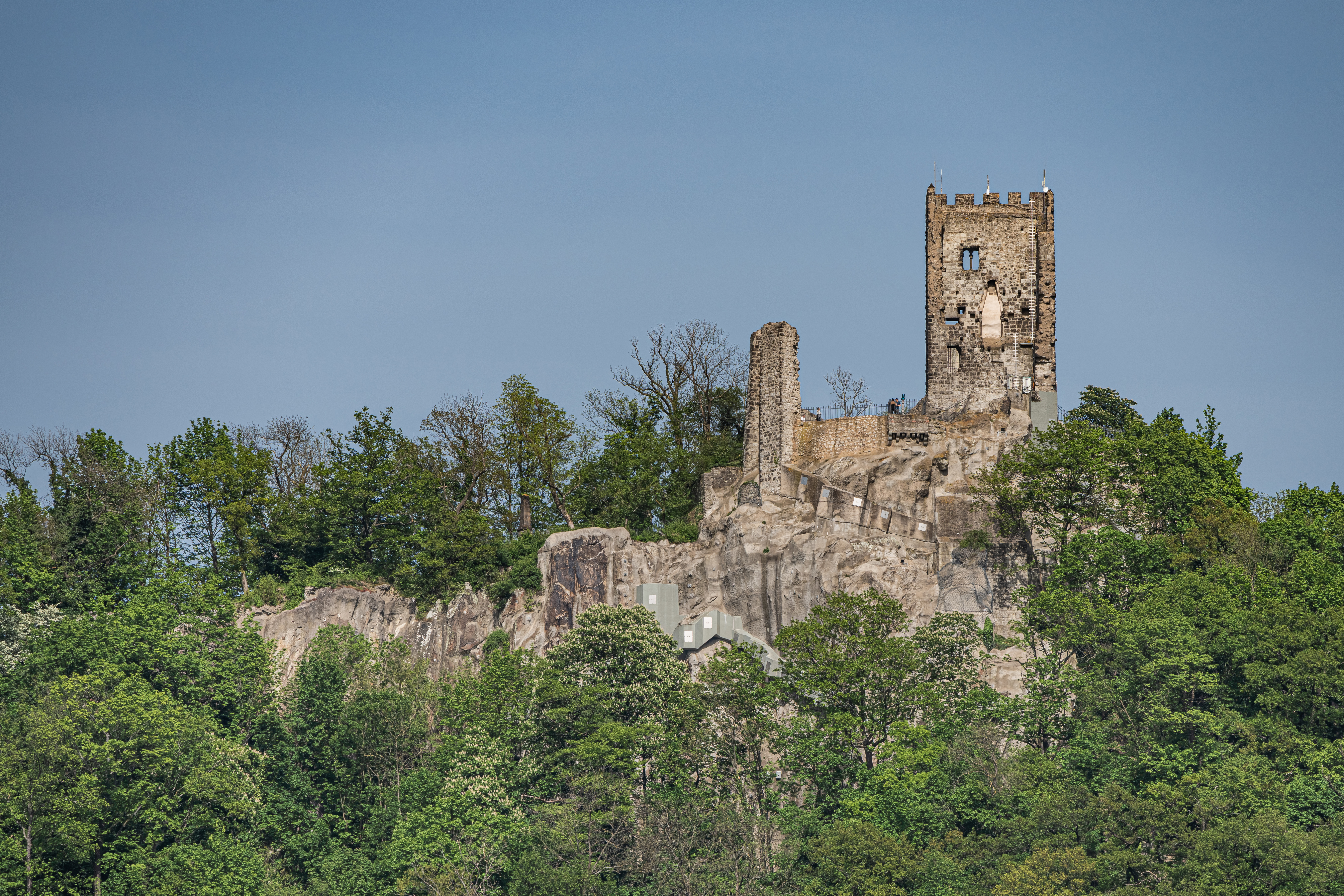
Ruïne van kasteel Drachenfels.
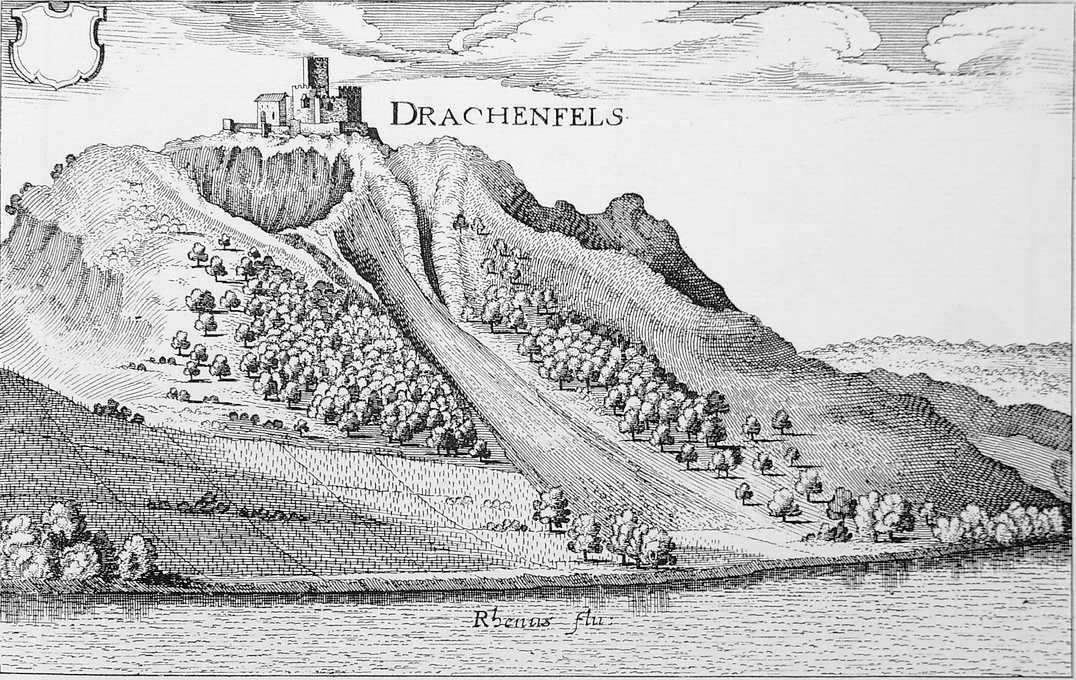
Oude tekening van de Drachenfels.
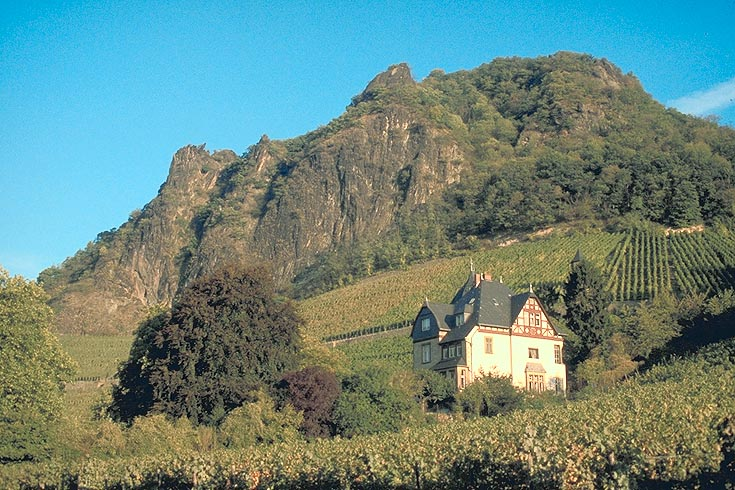
Wijnranken op de Drachenfels.
Panorama vanaf de Drachenfels